# گل‌آباد (شبستر)
گل‌آباد یکی از روستاهای استان آذربایجان شرقی است که در دهستان میشو جنوبی بخش صوفیان شهرستان شبستر واقع است محرم شکرزاده بزرگ خاندان این روستاست.